# 玛雅·霍克
玛雅·瑞·舒曼·霍克（英語：Maya Ray Thurman Hawke，1998年7月8日—  ）是一名美国女演员和模特兒。 她螢幕首秀是2017年BBC電視劇《小妇人》中的乔·马其，并在Netflix系列电视剧《怪奇物语》第三季（2019）饰演主要角色罗宾。

## 早年生活和教育
霍克1998年7月8日出生于纽约市，雙親是同為演員的乌玛·瑟曼和伊森·霍克，外祖父是研究藏传佛教的教授羅伯特·瑟曼。她的父母在《千鈞一髮》的片场相遇，两人于1998年5月结婚，并于2005年离婚。霍克有一個弟弟，出生于2002年。  她还有两个同父异母的妹妹（分别于2008年和2011年出生），由其父亲的第二任妻子瑞安·肖休斯所生。 她还有另一个同母异父的妹妹（2012年出生），来自她母亲的前未婚夫， 金融家Arpad Busson。
在父亲的这边，霍克是剧作家田纳西·威廉斯的曾曾侄孙女。 在母亲的这边，她是佛教学者罗伯特·瑟曼和模特娜娜·冯·施莱布吕格的外孙女。 施莱布吕格的母亲，Birgit Holmquist，也是一个模特，Axel Ebbe曾经以她为模板制作雕像Famntaget，目前该雕像在瑞典的Smygehuk。
霍克患有阅读障碍症，这导致她在初等教育时期经常更换学校，直到她最终被纽约布鲁克林一所私立学校录取，该学校强调艺术创造力并且不对作品进行评分。最终，那里艺术的环境促使她进行表演。霍克还参加了伦敦皇家戏剧艺术学院和纽约著名斯特拉·阿德勒表演工作室的暑期学习。 她在茱莉亞學院表演艺术学校学习了一年，但是在接受《小妇人》角色后被迫辍学。

## 事业

### 模特
和她的母亲和外祖母一样，霍克在职业生涯初期就为《Vogue》担任模特。她还被选为英国时装零售商AllSaints 2016/2017系列的代言人。2017年，她出演了由蘇菲亞·柯波拉执导的Calvin Klein内衣系列影片。

### 表演
霍克是索菲亚·科波拉在环球影业计划的真人改编《小美人鱼》主角的第一选择。但是制片商更喜欢知名度更高的科洛·莫瑞兹。这种冲突伴随着其他矛盾最终导致科波拉退出了该项目。 不过，莫雷兹最后也退出了该角色。
2017年，霍克在BBC迷你剧《小婦人》中饰演乔·马其。霍克的突破性角色来自她在Netflix《怪奇物语》的第三季中担任的主演罗宾·巴克利，该剧于2019年上映。霍克饰演的罗宾和乔·凯瑞饰演的史蒂夫·哈灵顿有大量的对手戏，两个角色先是在当地的一家冰淇淋店工作，后来都陷入了一个更大的谜团。二者为该季创造了广受欢迎且备受青睐的角色。 同年夏天，霍克在昆汀·塔伦蒂诺的电影《好莱坞往事》中饰演了琳达·卡萨比亚。

### 音乐
在2019年8月，霍克发行了她的前两张单曲，“ To Love A Boy”和“ Stay Open”。这些歌曲是由霍克和葛萊美獎获奖歌手兼词曲作者杰西·哈里斯创作和录制的。此后，她于2020年、2022年及2024年分别发行了三张录音室专辑Blush，MOSS和Chaos Angel。

## 影视作品

### 電視影集
| 年份      | 标题         | 角色        | 备注                  |
| --------- | ------------ | ----------- | --------------------- |
| 2017      | 《小婦人》   | 乔·马其     | 电视短剧              |
| 2019-至今 | 《怪奇物語》 | 蘿蘋·巴克利 | 主要角色（第3季至今） |
| 2020      | 《上帝之鳥》 | 安妮·布朗   | 迷你影集              |

### 電影
| 年份 | 名稱                | 角色          | 備註          |
| ---- | ------------------- | ------------- | ------------- |
| 2018 | 《女子求生园》      | 罗密          | [ 25 ] [ 26 ] |
| 2019 | 《好莱坞往事》      | “花童”        |               |
| 2019 | 《人力資本》        | 香农          | [ 27 ]        |
| 2020 | 《主流》            | 弗蘭基        | [ 28 ]        |
| 2021 | 《意學研究》        | 愛琳          | [ 29 ] [ 30 ] |
| 2021 | 《恐懼大街1：1994》 | 希瑟          | Netflix電影   |
| 2022 | 《復仇好閨蜜》      | 艾蓮諾        |               |
| 2023 | 《小行星城》        | 瓊·道格拉斯   |               |
| 2023 | 《殺戮房間》        | 葛蕾絲        |               |
| 2023 | 《音乐大师》        | 傑米·伯恩斯坦 |               |
| 2024 | 《腦筋急轉彎2》     | 阿焦          |               |

## 获奖与提名
| 年份 | 奖项                 | 类别                   | 提名作品     | 结果 | 备注   |
| ---- | -------------------- | ---------------------- | ------------ | ---- | ------ |
| 2019 | 第45届土星奖         | 流媒体节目最佳女配角奖 | 《怪奇物語》 | 獲獎 | [ 31 ] |
| 2020 | 第26届美国演员工会奖 | 最佳剧情类剧集整体演出 | 《怪奇物語》 | 提名 |        |